# 亀山の仇討ち
亀山の仇討ち（かめやまのあだうち）とは、元禄14年（1701年）5月9日、石井半蔵・石井源蔵の兄弟が、父の宇右衛門と兄の三之丞の仇である赤堀源五右衛門を伊勢国亀山の城下で討ち取ったことである。

## 経緯

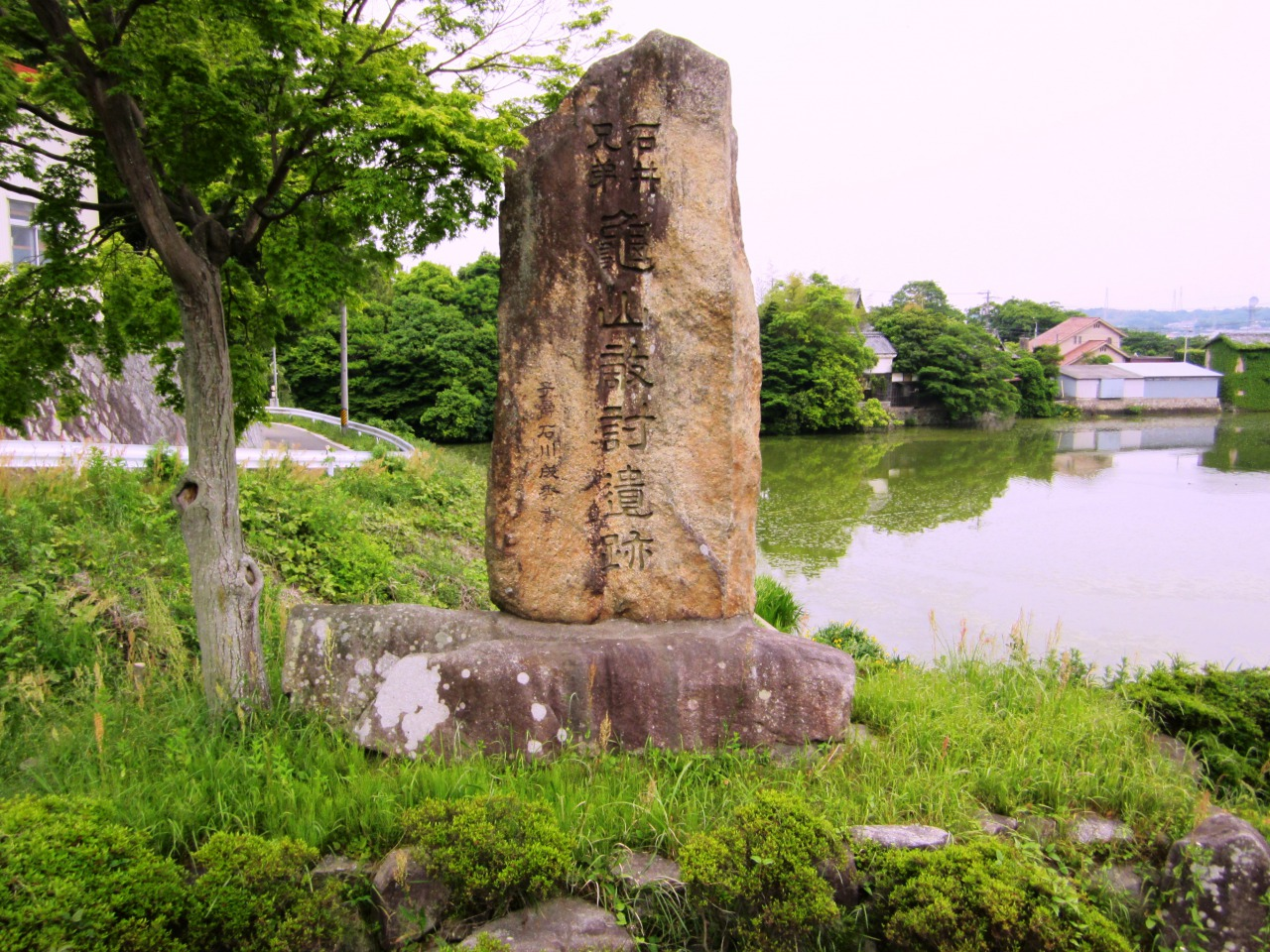
石井兄弟亀山敵討遺跡（三重県亀山市東丸町）

青山因幡守の家中石井宇右衛門が武術の遺恨によって赤堀源五右衛門に討たれた。そのとき、総領の三之丞だけは成人していたが、次男半蔵は5歳、三男源蔵は3歳であった。
三之丞は敵の行方をたずねあぐんだ末に、大津で敵の継父赤堀遊斉という医者を討ち、敵をおびき寄せるために高札をたて、「遊斉を討ちしは石井三之丞なり、親の敵を討ちたくば美濃国何某方へ来れ」と書きのこした。ところが折悪しく三之丞が庭で行水中に源五右衛門に襲われ、あえなく討たれた。
その後、後に残った兄弟がその遺志を継いで、28年目に水右衛門と変名していた敵を探り出して首尾よく本望をとげた。
元禄曽我として大評判であったという。